# Nahal Ayun

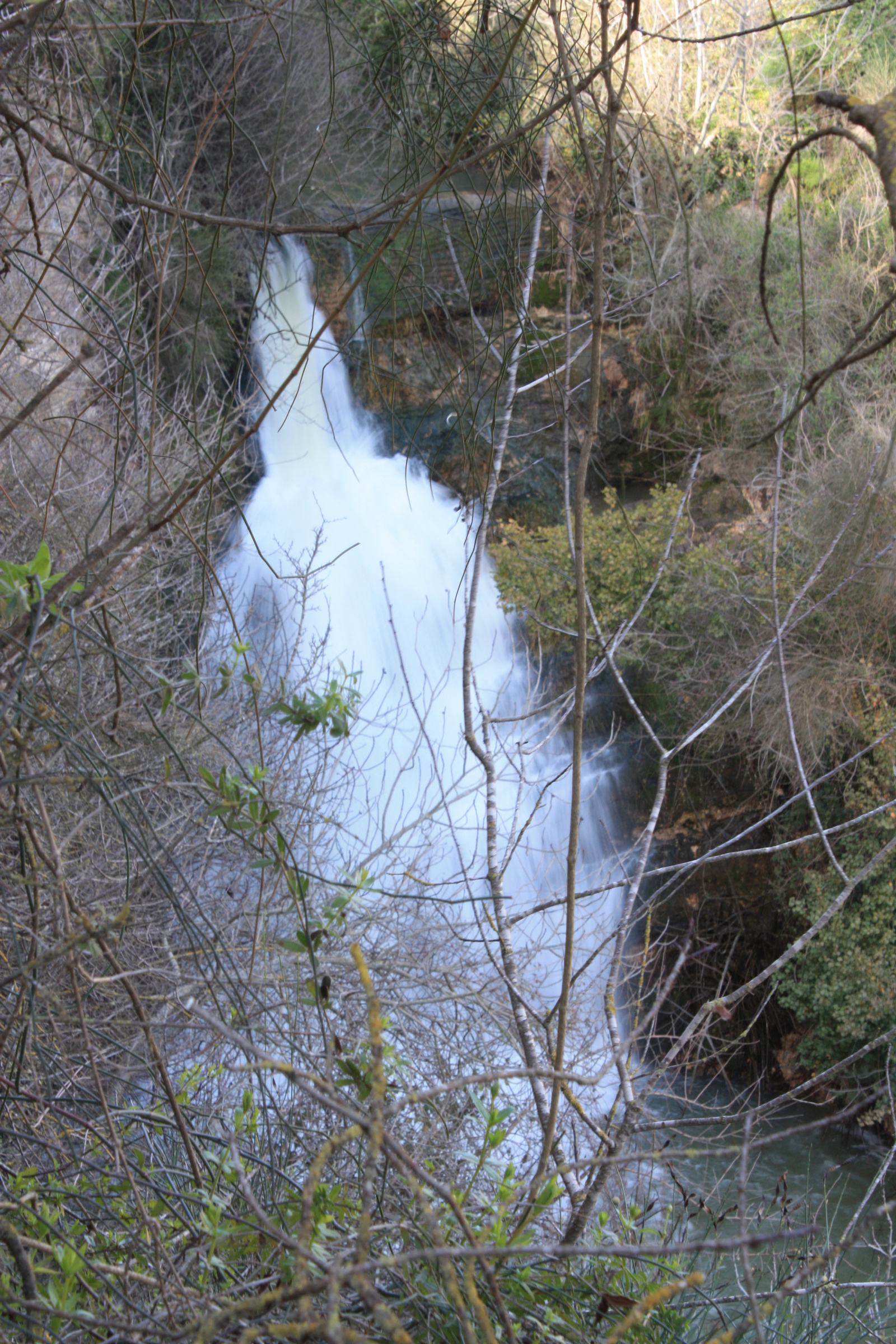
Iyyon waterfall

Nahal Ayun (în ebraică נחל עיון, lit. Pârâul Ayun), uneori scris Nahal Iyyon, în arabă براغيث Bureighit, sau integral Nahr Bareighit, este un curs de apă peren și un afluent al râului Iordan. Pârâul provine de la două izvoare din valea Marjayoun (Merj 'Ayun) din sudul Libanului, curge spre sud cale de șapte kilometri prin diferite șanțuri de irigații, apoi se varsă în Israel lângă Metulla, unde continuă prin Valea Hula în Galileea Panhandle până la vărsarea în râul Hasbani chiar înainte de a ajunge la râul Iordan.